# جورج دبلیو. مالون
جورج دبلیو. مالون (به انگلیسی: George W. Malone) سناتور سابق عضو حزب جمهوری‌خواه ایالات متحده آمریکا بود. وی در سال ۱۹۴۷ تا ۱۹۵۹ میلادی سناتور ایالت نوادا در سنای ایالات متحده آمریکا بود.